# Gastone Picchini
Gastone Picchini (Padova, 8 marzo 1916 – Linares de Mora, 31 maggio 1938) è stato un militare e aviatore italiano, decorato di Medaglia d'oro al valor militare alla memoria nel corso della guerra civile spagnola.

## Biografia
Nacque a Padova l'8 marzo 1916. Dopo aver compiuto gli studi medi presso l'Istituto tecnico Selvatico della sua città natale, si dedicò all'arte dell'incisione pur continuando a studiare privatamente. Nel luglio 1935 si arruolò volontario nella Regia Aeronautica in qualità di allievo sergente del corso speciale di pilotaggio, a seguito di concorso, e fu assegnato alla Sezione Trasporti Aeronautica (T.A.) dell'aeroporto di Elmas.  Nel mese di settembre fu trasferito alla Scuola di pilotaggio dell'Aeroporto di Aviano, e nel mese di ottobre conseguì il brevetto di pilota d'aeroplano su velivolo Caproni Ca.100.  Promosso primo aviere pilota venne trasferito 21º Stormo O.A. (Osservazione Aerea) dell'Aeroporto di Padova, dove nel febbraio 1936 ottenne il brevetto di pilota militare su apparecchio Fiat B.R.2 e la promozione a sergente. Nel maggio dello stesso anno fu assegnato al 53º Stormo Caccia Terrestre di stanza sull'aeroporto di Torino-Mirafiori da dove partì per la Spagna il 12 luglio 1937, assegnato all'Aviazione Legionaria.  Venne assegnato alla Squadriglia Autonoma Caccia-Mitragliamento equipaggiata dapprima con i biplani IMAM Ro.37 Lince, e poi con i caccia Fiat C.R.32. Cadde in combattimento a Linares de Mora il 31 maggio 1938, e fu insignito della medaglia d'oro al valor militare alla memoria. Una via di Padova porta il suo nome.

### Annotazioni
1. ↑  Costituita sul campo d'aviazione di Valenzuela, Saragozza, era al comando di Ferruccio Vosilla, e vi cui militavano piloti come Ido Zanetti, Mario Bellagambi, Giuseppe Lo Moro, e Duilio Nicchiarelli.

### Fonti
1. 1 2 3 4 5 6 7  Combattenti Liberazione.
2. 1 2  Gruppo Medaglie d'Oro al Valor Militare 1965, p. 308.
3. 1 2  Ufficio Storico dell'Aeronautica Militare 1969, p. 109.
4. ↑  Medaglie d'oro al valor militare sul sito della Presidenza della Repubblica